# Varmed skall jag dig lova
Hvarmed skall jag dig lova är en morgonpsalm av Håkan Ekman.  Enligt Oscar Lövgrens Psalm- och sånglexikon (1964) så ska den har varit tryckt år 1681 eventuellt 1684. Den bearbetades avsevärt av Johan Olof Wallin inför 1819 års psalmbok då titelraden ändrades till Varmed skall jag dig lova. Bearbetningen innebar att Ekmans text förändrades från ett akronym med de tio begynnelsebokstäverna i hans namn då både antalet verser ändrades till åtta verser och likaså dess inledningsbokstäver, som blev V - A - N  - D - V - F - I - N.
Enligt 1697 års koralbok är melodin densamma som för psalmen Jagh wil af hiertans grunde (1695 nr 350)

## Psalmen finns publicerad i
- 1695 års psalmbok som nr 358 under rubriken "MorgonPsalm".
- 1819 års psalmbok som nr 428 under rubriken "Med avseende på särskilda personer, tider och omständigheter: Morgon och afton: Morgonpsalmer".
- 1937 års psalmbok som nr 428 under rubriken "Morgon".